# Pelayos
Pelayos település Spanyolországban, Salamanca tartományban. Pelayos Fresno Alhándiga, Sieteiglesias de Tormes, Galisancho, Galinduste, Armenteros, Salvatierra de Tormes, Montejo és La Maya községekkel határos. Lakosainak száma 72 fő (2024).

## Népesség
A település népessége az elmúlt években az alábbi módon változott:
| Lakosok száma | 74   | 106  | 126  | 120  | 119  | 101  | 94   | 81   | 76   | 72   |
|               | 2001 | 2004 | 2007 | 2009 | 2012 | 2014 | 2017 | 2019 | 2022 | 2024 |